# Parbati (rivière du Rajasthan)
Pour les articles homonymes, voir Parbati.
La Parbati est une rivière du Rajasthan, en Inde et un affluent de la Gambhir donc un sous-affluent du Gange par la Yamunâ. 

## Géographie
Elle naît dans des collines près du village de Chhawar, dans le district du Sawai Madhopur. Elle suit alors un parcours de 123 kilomètres dans le Rajasthan, avant d'entrer dans la Gambhir, près de Kharagpur, dans le district de Dholpur.